# NGC 2170
NGC 2170 è una nebulosa a riflessione visibile nella costellazione dell'Unicorno; è la più luminosa di un gruppo di nebulose associate a stelle giovani e calde.

Si individua a circa 3° ad ovest della stella γ Monocerotis, una gigante arancione ben visibile anche ad occhio nudo, essendo di magnitudine 3,99; la sua posizione in cielo risulta alcuni gradi ad est della Nebulosa di Orione. Può essere osservata con facilità con un potente telescopio amatoriale, in cui si mostra come una macchia chiara con una stella al centro. La stella responsabile della sua illuminazione è BD-06 1415, una stella blu di classe spettrale B1, che conferisce alla nube un colore marcatamente azzurrognolo. Questa stella fa parte dell'associazione Monoceros R2, un'associazione OB legata ad un complesso nebuloso molecolare che prende il nome di Nube di Monoceros R2, il cui centro viene a trovarsi in direzione di questa e delle altre nubi luminose vicine; nel complesso sono in atto fenomeni di formazione stellare, come è testimoniato dalla presenza di diverse protostelle riunite in un giovane ammasso in formazione, getti di gas molecolare e sorgenti di radiazione infrarossa e raggi X. Le stelle dell'associazione Mon R2 si sono formate durante il primo ciclo di formazione stellare che ha interessato la regione, circa 6 milioni di anni fa; ad innescarla sarebbe stata una superbolla in espansione del diametro di alcune centinaia di parsec.

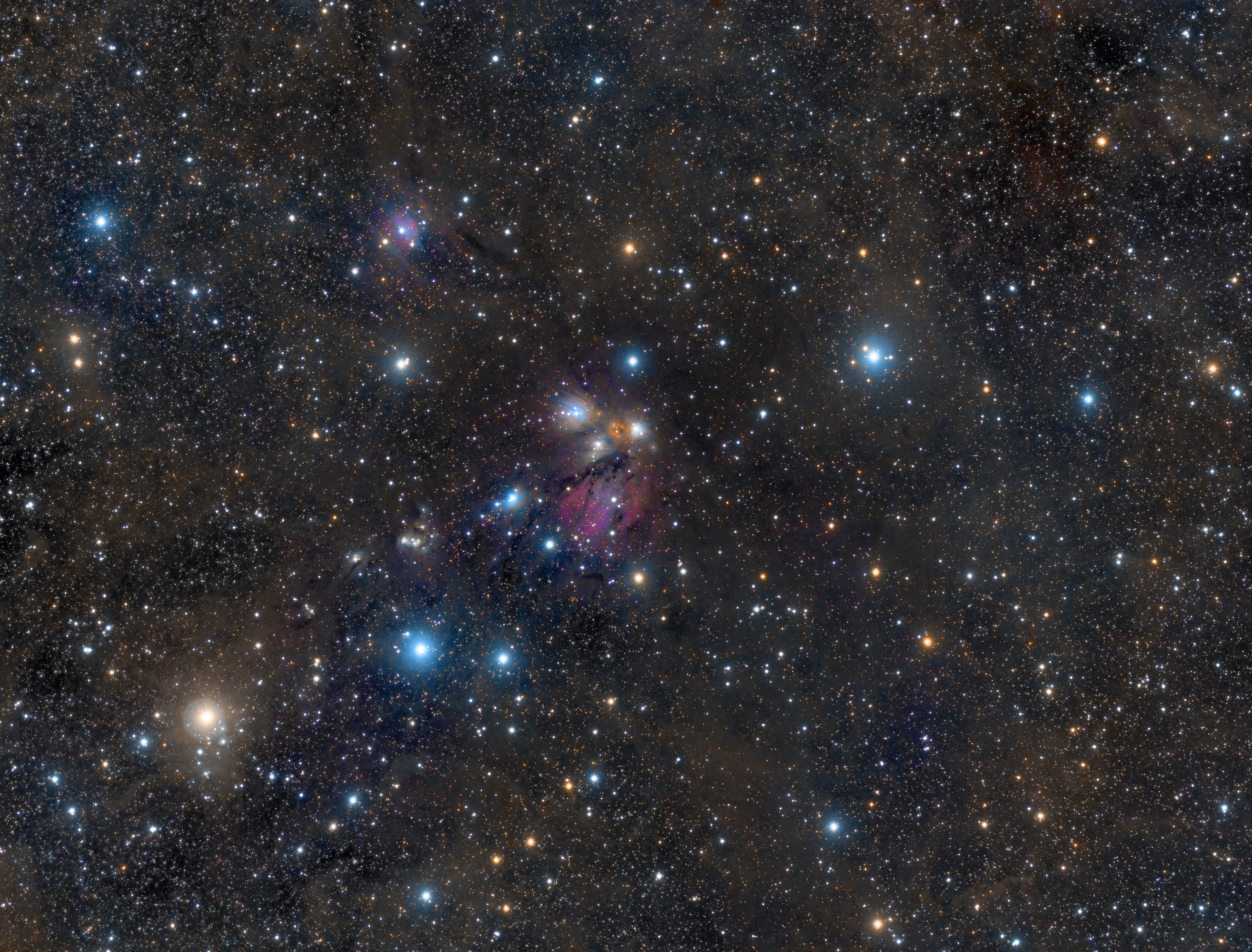
NGC 2170
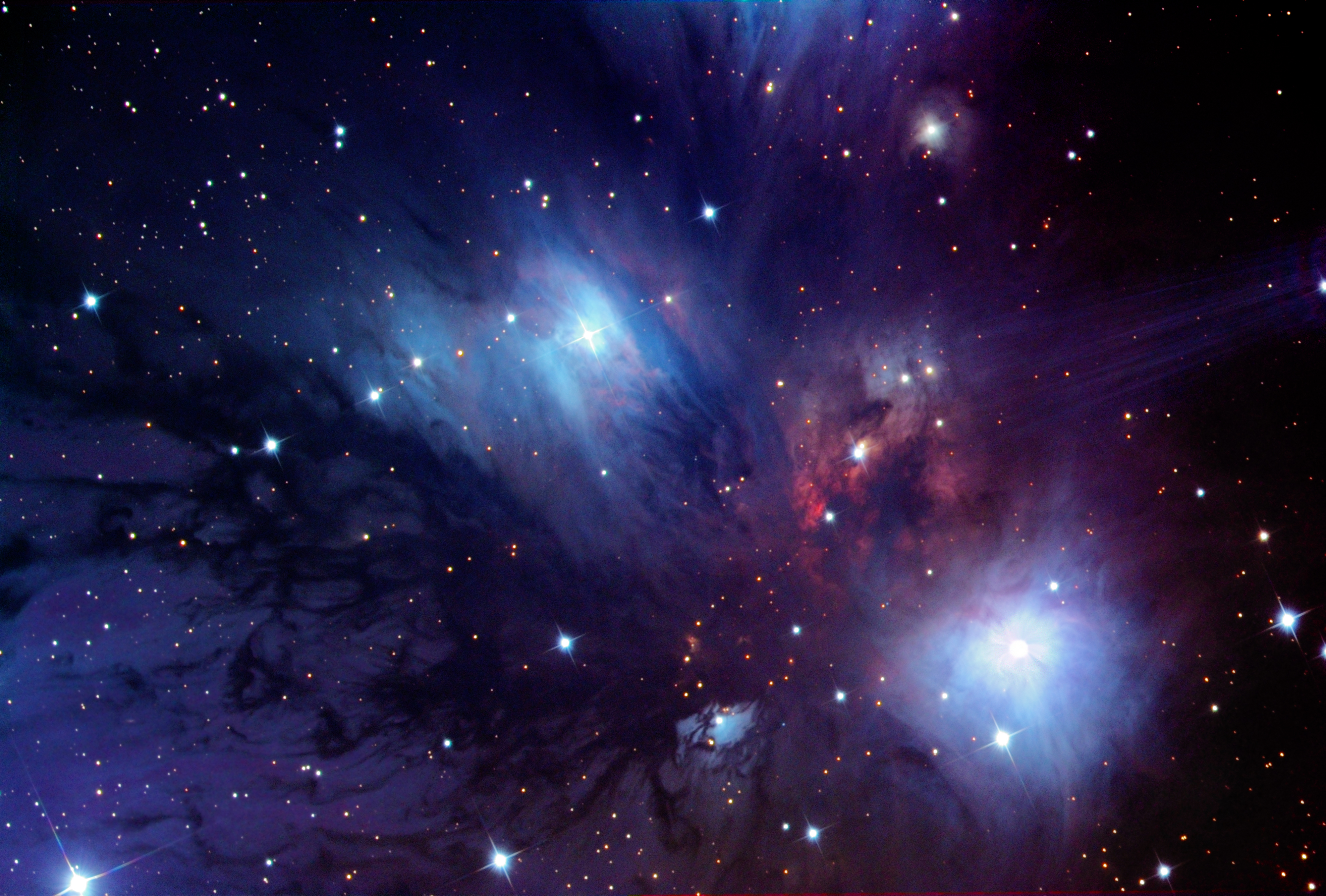
NGC 2170  (Mount Lemmon SkyCenter)
Regione di formazione stellare Monoceros R2